# Rozier-Côtes-d'Aurec

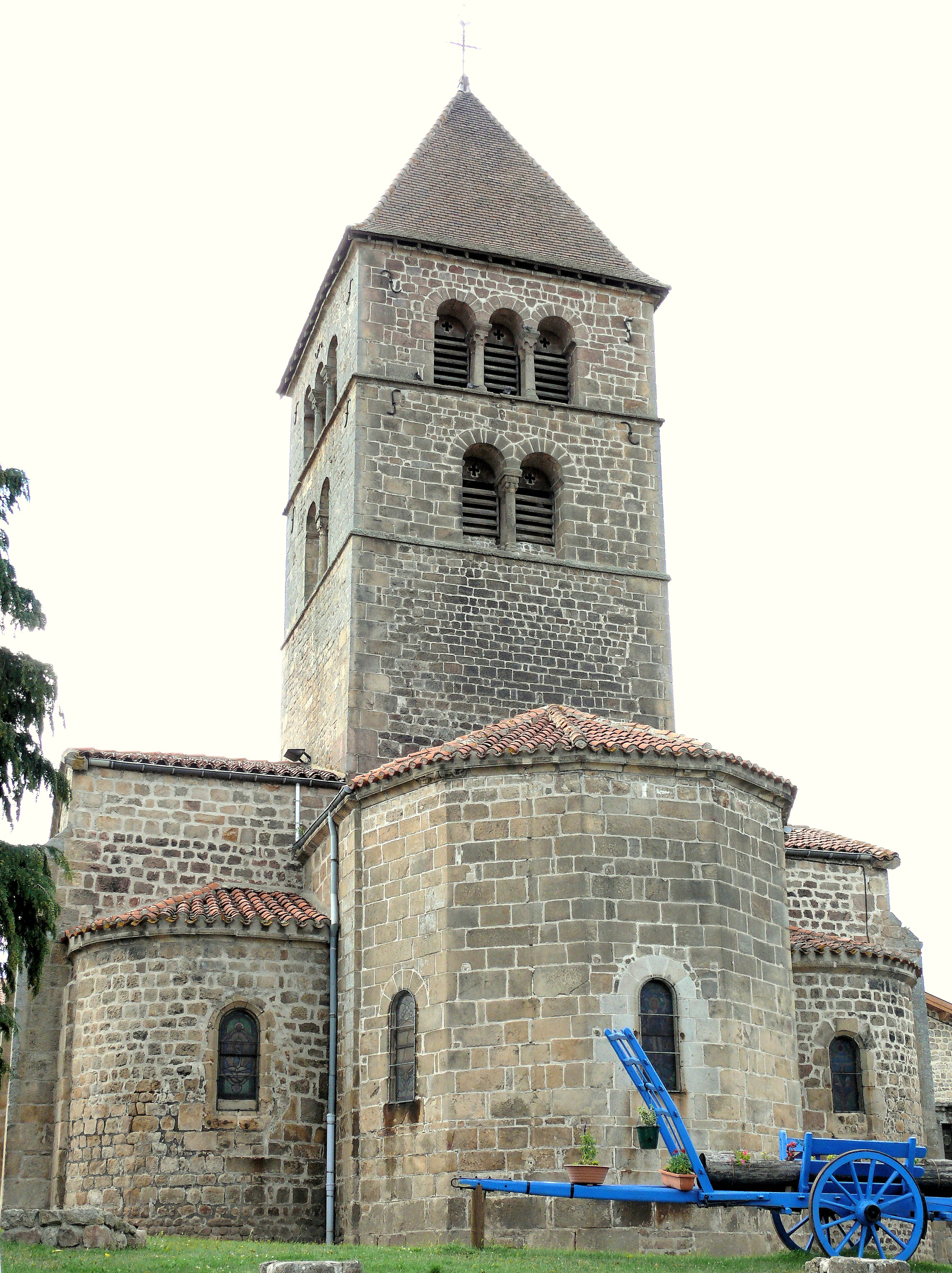
Kerk

Rozier-Côtes-d'Aurec is een gemeente in het Franse departement Loire (regio Auvergne-Rhône-Alpes) en telt 412 inwoners (2004). De plaats maakt deel uit van het arrondissement Montbrison.

## Geografie
De oppervlakte van Rozier-Côtes-d'Aurec bedraagt 13,9 km², de bevolkingsdichtheid is 29,6 inwoners per km².
De onderstaande kaart toont de ligging van Rozier-Côtes-d'Aurec met de belangrijkste infrastructuur en aangrenzende gemeenten.

## Demografie
Onderstaande figuur toont het verloop van het inwonertal (bron: INSEE-tellingen).